# Belukha
Belukha (russisk: Белуха; altaisk Muztau) er et bjerg i Katunbjergene og er den højeste bjergtop i Altajbjergene i Rusland og Kasakhstan. Det er en del af verdensarvstedet der kaldes De gyldne bjerge i Altaj.
Belukha har to toppe som stiger op langs grænsen mellem Rusland og Kasakhstan, nord for stedet hvor disse to møder grænsen til Kina og Mongoliet. Det er flere mindre isbræer på bjerget. Af de to toppe er den østlige den højeste med 4.509 meter over havet, mens den vestlige er 4.440 meter over havet.
Belukha blev besteget første gang i 1914 af Tronov-brødrene. De fleste som bestiger bjerget går op af den samme sydlige rute som de brugte første gang. Selv om Altajbjergene er lavere end mange andre bjergkæder i Asien er de særdeles fjerntliggende og det tar lang tid og planlægning at nå dem.